# Evolución cultural

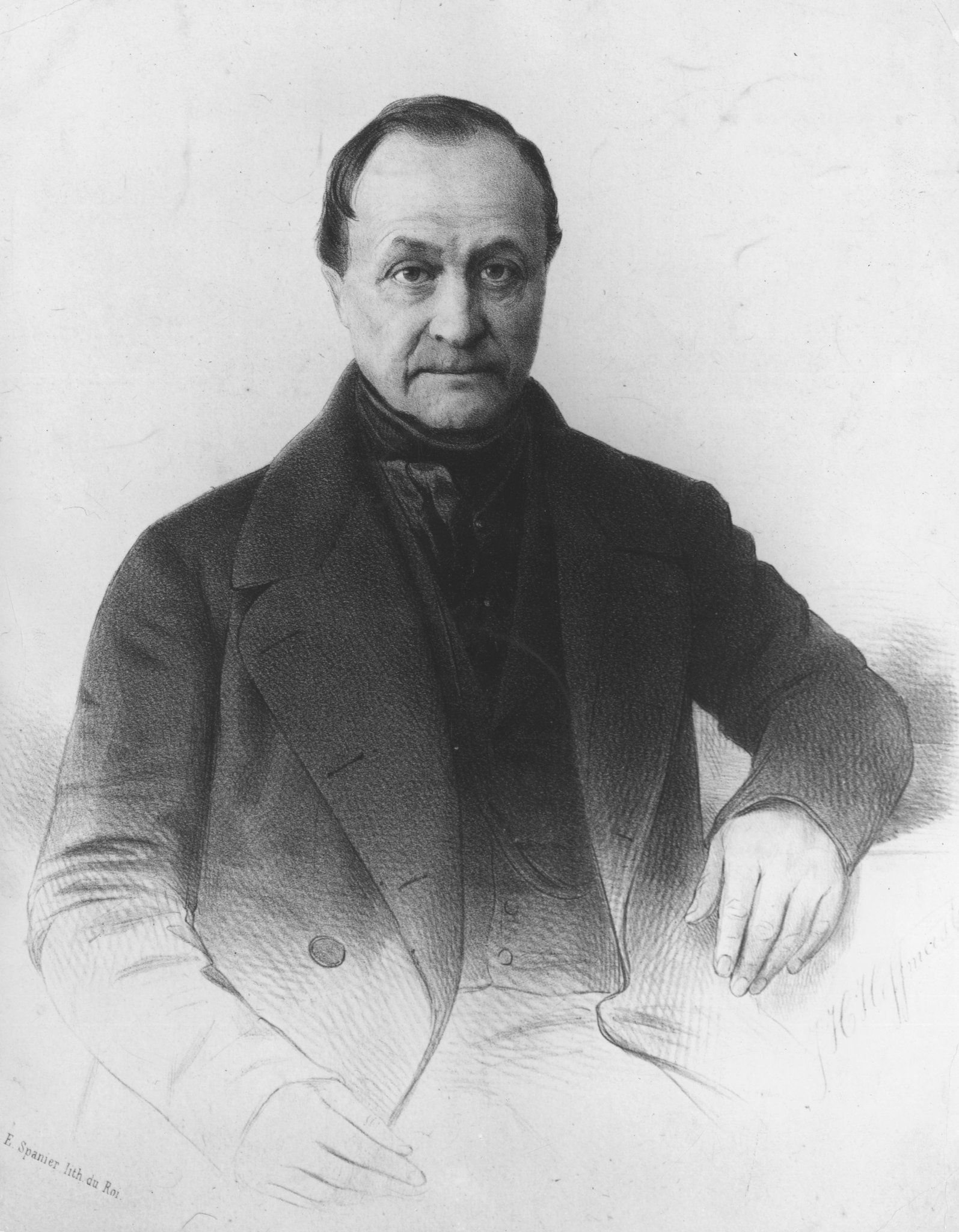
Auguste Comte.

Se entiende por la evolución cultural la transformación a lo largo del tiempo de elementos culturales de una sociedad (o una parte de esa). La cultura (que se puede definir como el desarrollo de los usos, costumbres, religiones, valores, organización social, tecnología, leyes, lenguajes, artefactos, herramientas, transportes) se desarrolla  por la acumulación y transmisión de conocimientos para la mejor adaptación al medio ambiente. Está basado en teorías antropológicas de desarrollo social que se acreditan a sociedades con términos de estado primitivo que gradualmente se tornan más civilizadas con el pasar del tiempo.
Las tesis evolucionistas aplicadas a las ciencias sociales fueron una consecuencia de dos grandes aportaciones científicas de mediados del siglo XIX: el evolucionismo, que Darwin planteó para la biología, y la filosofía positivista de Auguste Comte. En ese contexto se formularon los estadios evolutivos de autores como el estadounidense Lewis Morgan (1818-1881) y el británico Edward Burnett Tylor (1834-1917), quienes, con algunos matices diferenciales, plantearon la existencia de tres estadios principales en el desarrollo cultural de los grupos humanos, denominados de menor a mayor nivel de desarrollo: salvajismo, barbarie y civilización. La aplicación de este esquema se popularizó por otros teóricos, como Friedrich Engels en su obra El origen de la familia, la propiedad privada y el Estado.
La consideración de la desigualdad de las culturas tuvo en gran medida éxito gracias a su adaptación como ideología justificadora propia de un momento en el que los europeos -los de Europa y las clases dominantes de origen europeo de las nuevas naciones de América- estaban extendiendo su dominio colonial por el resto del mundo. A finales del siglo XIX era un tema cultural muy extendido el de la supuesta existencia de razas inferiores y superiores, junto con otras teorías sociales hoy desacreditadas como la eugenesia y el darwinismo social. No obstante, a partir de la primera mitad del siglo XX se fueron abriendo camino planteamientos antropológicos innovadores, destacadamente el relativismo cultural de Bronisław Malinowski y otros autores de la moderna antropología cultural (como Marvin Harris].

## Antecedentes
Al evolucionismo social está formado por ideas como las de Charles Darwin, Herbert Spencer y Lewis Henry Morgan entre otros. Estos dos últimos basan sus pensamientos en la teoría evolutiva de Darwin, por la cual Spencer acuñara, más adelante, el término de darwinismo social y que Morgan utilizara para analizar a las tribus norteamericanas con el estudio de los iroqueses. El objetivo de sus estudios no es la evolución de las instituciones individuales aisladas dentro de contexto social, sino principalmente la evolución de la sociedad como un todo.
Todas estas ideas han sido compuestas por las denominadas principales civilizaciones y principales movimientos en la historia del mundo antiguo y medieval en Occidente y que hoy en día siguen teniendo vigencia. Estos cuatro principales focos que más han influido han sido lo fenicio (comercio), lo griego (todo lo que tienen las demás civilizaciones pero se le añade el juego de azar, el arte, ideas liberales, etc.), lo romano (el poder y la superioridad) y lo judeocristiano (Dios y orígenes de la naturaleza).
El mestizaje social lleva a cabo la relación y la mejoría de la civilización que según en la Eneida, Virgilio define otros pueblos como los que cultivaran mejor la tierra. Max Weber definió estos cuatro elementos como la jaula de hierro (El caballo de Troya). El mestizaje social es lo que se diría la denominada faceta principal de los rasgos que definieran una situación. En esto Bernat Muniesa nos dice: 

“Cierto que siguen existiendo grupos de gentes pensadores de grandes fortunas y otros verdaderos indigentes y entre ellos lo que es el cuerpo central de la mezcla, las clases medias, pero todos unos y otros están muy próximos entre sí mucho más de los que creen y esa ha sido y es la gran tragedia de la burguesía

A todo esto la evolución social ha sido tomada por quienes estudian a la ciencia del hombre como una fuerza que realiza el trabajo de los factores individuales concretos, determinantes del curso de la historia. En 1859, Darwin avanzó con el transformismo o evolucionismo ofreciendo sus propias observaciones para demostrar las diferencias recurriendo a la paleontología para de esa forma probar el carácter histórico del proceso. 
Mientras para el mundo contemporáneo según Vere Gordon Childe, los órdenes y géneros un nivel más alto en la jerarquía evolutiva aparecen por primera vez después de los de más bajo nivel. Por lo tanto los términos de “superior” e “inferior” adquirieron poder para llevar a cabo una clasificación y división. Durante los siglos XVIII, los científicos empezaron a adquirir mejores conocimientos sobre las sociedades humanas fundamentalmente diferentes de las europeas admitiendo que entre los “salvajes” existían una variedad insospechada de estructuras sociales de economías y de tecnologías.
En 1850 Herbet Spencer en su Social Statics, desarrolló una asociación entre la sociedad y el organismo. Su concepto de la evolución supra orgánica se basa en esa analogía. Spencer claramente considera este crecimiento como un proceso temporal. Admite que la evolución es inevitable en el conjunto de las sociedades, puede no serlo en una sociedad particular e incluso ni siquiera puede ser probable.
La idea del carácter inferior que tenían los griegos de las mujeres es retomada por Spencer y Darwin, -Darwin siendo más recatado que Spencer con respecto a esto- que utilizan la teoría de la evolución para defender su postura. Spencer dice ver a la mujer como inferior de acuerdo a su estructura corporal y a la cual George Eliot refuta utilizando la teoría de diversificación de Darwin, para el problema de la diferencia sexual.
Las instituciones domésticas de los bárbaros y aun de los salvajes, antepasados del hombre actual, se siguen manifestando y son preservadas. Esto podría ser que la adopción de criterios tecnológicos para definir las etapas de la evolución determina el rango de una sociedad en la escala evolutiva. A esto lo que llama los hombres primitivos, actuando racionalmente estos se unieron para crear la ley y el gobierno. Estos dieron paso a que los grupos humanos crearan las clases sociales, sistema económico etc. Los teóricos del contrato social de la ilustración europea también daban por hecho que los individuos deben llevar a cabo decisiones racionales para crear su propia sociedad.
La importancia intrínseca de Morgan en la historia de la antropología fue realzada por el hecho de Karl Marx y Friedrich Engels pues adoptaron su esquema. Marx había anunciado la concepción materialista de la historia 1859; el mismo año en que tuvo lugar la publicación del Origin of Species y la vindicación del hombre Pleistoceno por John Evans, Falconer y Prestwich. Dicha concepción afirma que toda la estructura social está determinada en último término por el “modo de producción” que a su vez depende del “medio de producción” es decir de las fuerzas técnicas que tienen a su disposición la sociedad para satisfacer las necesidades socialmente reconocidas. Marx llegó a esta conclusión tomando como base las sociedades civilizadas, o sea la clásica, la medieval y la moderna. En general la experiencia de la humanidad da paso a una evolución social que se mueve por funciones y necesidades que se dan en el momento que van cambiando y a las que se han estado expuestas y que pueden llegar a manos de la persona ese conocimiento por otros por medio de un aprendizaje o una necesidad puesta como prioridad. Sus resultados son uniformes, coherentes y repetibles en todo su desarrollo. 

## Proceso de adaptación cultural
La cultura aceleró el proceso evolutivo aproximadamente 60.000 años atrás cuando los humanos modernos salieron de África en pequeños grupos sociales que involuntariamente reconfiguraron el mundo en tan solo unas decenas de miles de años. La cultura se convirtió en una estrategia de supervivencia pues se adaptaron aptitudes de transmitir y desarrollar conocimientos, habilidades y tecnología; características que hicieron más humanas las nuevas tierras y recursos. En definitiva, el ser humano se ha acondicionado a casi todos los medios de la tierra.
La identidad cultural reside sobre dos pilares fundamentales que separan cualitativamente a los humanos del resto de las especies respecto al potencial evolutivo: el aprendizaje  social y la teoría de la mente.
A pesar de que algunos animales parecen disponer de tradiciones culturales, como los chimpancés que cascan las nueces con piedras o los pájaros que picotean las tapas de leche para beberla, esta pericia no evoluciona o mejora con el transcurrir del tiempo, y esto no sucederá a menos que adquirieran la teoría de la mente verdadera y aprendizaje social. Sin embargo, las sociedades humanas, por medio de la adaptación cultural acumulativa, se desarrollan y evolucionan gradualmente. 
A medida que las personas se imitan unas a otras y eligen y modifican las tecnologías existentes, van almacenando conocimientos y habilidades. El resultado de todos estos procesos es una cultura variada y compleja.
La historia de la especie humana consiste en el triunfo progresivo de distintas formas de cooperación. Las sociedades actuales se diferencian de aquellas tribus que lucharon entre sí para conquistar tierras, en la medida en que los individuos reconocieron que la cooperación mutua favorecía la obtención de recursos.

## Teorías del cambio cultural
Una terminología común para clasificar los diferentes aspectos de la cultura, introducida inicialmente por Karl Marx y usada de modo ligeramente diferente por otras escuelas y autores, es la que divide la cultura en sí, en tres partes:
- Aspectos infraestructurales.  Que serían los aspectos más materiales o relacionados con la tecnología, los medios de producción disponibles, el tipo de recursos naturales o humanos manejados por una sociedad para su actividad económica y social.
- Aspectos estructurales. Que serían aquellos relacionados con como se organizan las tareas y las funciones sociales, el sistema jerárquico y de poder y las reglas que en efecto rigen las relaciones entre individuos.
- Aspectos supraestructurales. Que englobarían los aspectos más inmateriales e ideales, como las creencias religiosas, los valores morales y también los aspectos tradicionalmente considerados "alta cultura" en occidente como: la pintura, la arquitectura, la música, la literatura o el cine (a pesar de que la realización de estos aspectos también se halla restringida por los aspectos tecnológicos o infraestructurales). También todo un conjunto de idealizaciones, como las utopías o principios deseables del ordenamiento jurídico, formarían la supraestructura.

Según un cierto número de teorías del cambio sociocultural, como el marxismo o el materialismo cultural, las culturas son, en gran parte, adaptativas (en el sentido que tratan de adaptarse al medio ambiente, la tecnología disponible y demás restricciones materiales que condicionan la vida humana). Para el marxismo, y otras versiones del materialismo histórico, es el cambio en la infraestructura, más concretamente en el modo de producción o la tecnología, lo que hace que aparezcan nuevos factores culturales, que provocan reestructuraciones importantes en el modo de organizar la sociedad: quién produce, qué se produce, cómo se produce y para quién se produce.

### Cambios en la infraestructura
Los cambios infraestructurales son complicados de prever ya que dependen de avances tecnológicos, desarrollos económicos no buscados y la creación de economías de escala. Sin embargo, resultan en general más sencillos de describir en términos objetivos una vez producidos. Para algunos autores, como Marvin Harris, estos cambios son importantes, porque detrás de un buen número de cambios culturales en otros niveles pueden rastrearse hasta cambios en la infraestructura.

### Cambios en la estructura
Los cambios en la estructura normalmente se corresponden a reorganizaciones sociales asociadas al modo de producción. Así un nuevo cambio tecnológico o infraestructural puede comportar una forma diferente de distribuir el trabajo o el número de horas trabajadas. Un ejemplo de esto fue la incorporación masiva de las mujeres occidentales al mercado laboral al aparecer un buen número de puestos de trabajo en el sector servicios (empleos de cuello blanco o rosa) donde la fuerza física no presenta ventaja comparativa al estar basados exclusivamente en la capacidad intelectual.

### Cambios en la supraestructura
Los cambios supraestructurales casi siempre surgen como valores y reacomodos de los valores y las creencias que tienden a justificar el orden social imperante. Así la incorporación de las mujeres al mercado laboral conllevó una mejora y emprestigiamiento de la mujer asalariada que trabaja fuera de casa y aporta ingresos económicos al hogar (frente a actitudes anteriores que defendían que las mujeres se encargaran de sus hijos y su hogar el mayor tiempo posible).

## Ejemplos de cambios culturales
Un exitoso caso de evolución y difusión cultural es la institución universitaria que empezó en el Mediterráneo y en Oriente (Asia) y en la Alta Edad Media europea: Egipto (África); después en la Baja Edad Media: Europa (Italia, Inglaterra, Francia, España y Portugal) y posteriormente se extendió al mundo hispánico en el XVI y en el XVII al anglosajón americano, este último con conceptos nuevos de populismo y excelencia en investigación.
La evolución cultural y la difusión cultural son temas básicos para el desarrollo de artículos como prioridades sociales y de áreas metropolitanas, para ejemplos de valores o de tecnologías (espirituales y materiales). 
El concepto está en la antropología cultural y fue desarrollado por Tylor, Leslie White, Kroeber, Kluckhohn, tiene muchas connotaciones como puede verse aquí por las disciplinas citadas y los enlaces y para el estudioso puede leer más en los clásicos, por ejemplo: Bronislaw Malinowski en 'Los argonautas del Pacífico Occidental'.
Cuando en los países árabes le dan más participación a las mujeres.
Cuando América fue colonizada por los europeos hubo cambios culturales.
Cuando la sociedad se adapta y elimina culturas anticuadas, por ejemplo: el machismo.
Podemos decir que las tradiciones y las formas de expresar la cultura nos recuerdan nuestras raíces, identidad cultural y comienzos.
Las características principales de una identidad cultural en particular son las siguientes: creencias, dioses, símbolos, ubicación geográfica, historia, miembros, tradiciones y costumbres.

## Evolución cultural a partir de la biología
La evolución biológica, mediante la selección natural, apunta hacia el logro de mayores niveles de adaptación de los seres vivientes. En el caso del hombre, en una determinada época, aparece el cerebro, como un órgano apto para el proceso de información. A partir de ahí comienza el proceso de adaptación cultural al orden natural.
Puede decirse que el principio de complejidad creciente es el que reúne tanto a la evolución biológica como a la evolución cultural. También ha sido denominado como ley de complejidad-conciencia. Esta tendencia implica la existencia de un sentido de la evolución, de una finalidad objetiva e implícita del universo. También puede establecerse el sentido de la historia de la humanidad como una serie de intentos por lograr mayores niveles de adaptación al orden natural.
Julian Huxley describe la situación del hombre "como si hubiese sido designado, de repente, director general de la más grande de todas las empresas, la empresa de la evolución". Así como el medio ambiente presiona a la vida hacia una mayor adaptación, el propio orden natural presiona a la humanidad, a través del sufrimiento, a una mayor adaptación cultural al mismo.